# Lawdar (Bezirk)
Koordinaten: 13° 53′ N, 45° 52′ O
Der Bezirk Lawdar (arabisch مديرية لودر, DMG mudīrīyat Laudar) ist ein Bezirk im Gouvernement Abyan im Jemen. Er hatte 2003 eine Einwohnerzahl von 88.155. Die gleichnamige Stadt Lawdar beherbergt seinen Verwaltungssitz.
Der Bezirk Lawdar umfasste 2012 eine Gesamtbevölkerung von 103.534.
Zwischen Regierungstruppen und Aufständischen, die laut Regierung der al-Qaida im Jemen angehören sollen, kam es in Lawdar Ende 2010 und Anfang 2011 immer wieder zu schweren Kämpfen.